# 安第斯·林德
安第斯·林德（丹麥語：Anders Lind，1998年12月14日—），丹麥乒乓球運動員，曾獲得12次丹麥冠軍，其中包含五次單打、五次混雙以及兩次雙打冠軍，現效力於多特蒙德足球俱樂部乒乓球隊。

## 簡歷
林德曾於2021年3月發生重大車禍導致兩根脊柱斷裂，被告知可能無法再次行走，經過半年辛苦復健治療後他再度回到球場，9月入選丹麥隊參加2021年歐洲乒乓球錦標賽並獲得銅牌；2023年參加世界乒乓球锦标赛時排名180，過關斬將後進入16強以4:1擊敗世界排名第13的韓國選手張禹珍，後敗於王楚欽止步八強。

## 戰績[1]
- 2018年 捷克公開賽 雙打銅牌
- 2020年 葡萄牙公開賽 單打銅牌
- 2021年歐洲桌球錦標賽 男團銅牌
- 2022年 WTT帕納久里什泰支線賽 單打銅牌
- 2022年 WTT帕納久里什泰支線賽 雙打銅牌
- 2023年 WTT奧洛摩次支線賽 單打金牌
- 2023年 WTT帕納久里什泰支線賽 雙打金牌
- 2023年世界乒乓球锦标赛 男單八強
- 2024年夏季奧林匹克運動會乒乓球男子單打比賽 十六強
- 2024年夏季奧林匹克運動會乒乓球男子團體比賽 十六強

## 榮譽
- 2021年丹麥體育「Nothing Is Impossible Prize」獎[3]

## 外部連結
- 安第斯·林德的Instagram帳戶
- YouTube上的安第斯·林德頻道
- Anders Lind在世界桌球職業聯盟的資料（英文）
- Anders Lind在2024巴黎奧運會上的資料 （页面存档备份，存于）（英文）